# David Goodsell
David S. Goodsell is een Amerikaans biochemicus en structuurbioloog. Hij is universitair hoofddocent aan het Scripps Research Institute en onderzoeksprofessor aan de Rutgers-universiteit, New Jersey. Goodsell is voornamelijk bekend om zijn illustraties (veelal aquarellen) van de moleculaire organisatie van cellen en virussen.

## Opleiding en onderzoek
David Goodsell studeerde biologie en scheikunde aan de Universiteit van Californië, Irvine. Nadat hij deze Bachelor of Science had voltooid volgde hij een PhD aan de Universiteit van Californië, Los Angeles. Hij deed onderzoek daar naar röntgenkristallografie van DNA. In 1987 voltooide hij zijn PhD-traject.
Na het afronden van zijn doctoraat werkte Goodsell als structuurbioloog bij het Scripps Research Institute (met een tussenliggende periode van twee jaar aan de Universiteit van Californië in 1992-94). Hij paste zijn kennis van structuurbiologie en moleculaire dynamica toe op eiwit-eiwitinteracties en computationele geneesmiddelen-ontwikkeling, met name op het gebied van lead optimization en structuur-activiteitsrelaties.
Goodsell is een ontwikkelaar van AutoDock, een veelgebruikt programma om molecular docking (de manier waarop moleculen met elkaar binden) te onderzoeken. Zijn belangrijkste onderzoeksgebieden zijn resistentie tegen hiv-medicijnen en de structuur en functie van bacteriële cellen.

## Illustraties
Goodsell heeft een kenmerkende stijl van wetenschappelijke illustratie ontwikkeld. Hij begon al vroeg in zijn jeugd met schilderen. Tijdens zijn universitaire studie raakte Goodsell geïnteresseerd in wetenschappelijke illustratie. Hij stelde zich ten doel de moleculaire structuren zoals eiwitten en DNA met behulp van tekeningen tastbaar te maken.
| |  | |
| Een individueel eiwit: Cascade surveillance complex of the Type I CRISPR bacterial immune system from Escherichia coli (2015). |  | Een moleculair landschap: Zika Virus (2016). Twee zikavirussen (roze) hechten zich aan de membraaneiwitten (groen) van de gastheercel (blauw) |

De stijl van Goodsell typeert zich door de zeer vlakke schakeringen en eenvoudige kleurenschema's. Hoewel zijn illustraties een vereenvoudigde weergave zijn van het onderwerp, worden de belangrijke kenmerken in realistische termen behouden. Zijn illustraties vallen grofweg uiteen in twee categorieën: individuele eiwitten en moleculaire landschappen.
Goodsells illustraties van individuele eiwitten zijn meestal computergegenereerde, ruimtevullende representaties van eiwitmoleculen, vaak met duidelijk weergegeven bindingsplaatsen en cofactoren. Zijn illustraties van het inwendige van cellen (moleculaire landschappen) zijn met de hand geschilderde aquarellen. Dit zijn doorsnedes van cellen met sterk vereenvoudigde eiwitstructuren in een platte stijl om de algehele organisatie vast te leggen zonder overweldigende details. De moleculaire landschappen hebben vaak een vergroting van 1.000.000x. De schilderijen delen hierdoor een consistente stijl, waardoor ze eenvoudig en intuïtief geïnterpreteerd kunnen worden.
De tekeningen van Goodsell zijn gepubliceerd in de serie "Molecule of the Month" door de Protein Data Bank, een grote database van eiwitstructuren. Zijn illustraties zijn inmiddels gebruikt in leermiddelen, in studieboeken, in wetenschappelijke publicaties en als omslag voor wetenschappelijke tijdschriften.